# Pierre Ébert
 (mai 2020).
Si vous disposez d'ouvrages ou d'articles de référence ou si vous connaissez des sites web de qualité traitant du thème abordé ici, merci de compléter l'article en donnant les références utiles à sa vérifiabilité et en les liant à la section « Notes et références ».
Pour les articles homonymes, voir Ebert.
Pierre Ébert est un acteur et scénariste québécois né le 10 septembre 1938 et mort le 13 avril 2020.

## Biographie
Pierre Ébert est né le 10 septembre 1938. À l'âge de 10 ans, il favorise les sorties au cinéma avec son père et écrit des petits scénarios. Il fait ses études au collège Saint-Georges à Sainte-Anne-de-Bellevue, puis travaille aux différents commerces que ses parents possèdent[réf. nécessaire].
Il étudie l'art dramatique avec madame Jean-Louis Audet. À 17 ans il enseigne l'accordéon-piano à l'école de musique de son père[réf. nécessaire].
En 1957, il devient l'une des têtes dirigeantes de plusieurs comités de sport (badminton, quilles, hockey) au centre de l'Immaculé Conception à Montréal, et s'implique à l'intérieur du journal du centre. Il y rencontre sa future épouse, Louise Lecompte, avec laquelle il se marie en 1960.
En 1964, il devient auteur-scripteur pour l'émission Le Zoo du Capitaine Bonhomme, destiné aux enfants.
Il était connu pour son rôle de Pépère Bougon dans la série Les Bougon, c'est aussi ça la vie! (2004-2006). Il avait également fait des apparitions dans 63 films et 20 séries télé, dont Les Pays d'en haut (2017).
Il meurt le 15 avril 2020 des suites de problèmes pulmonaires.

## Filmographie

### Comme acteur
- Novembre 2017 Pub: Les Fromage d'ici avec Anthony Kavanagh

Téléromans/séries
- 2017-2018 : Les Pays d'en Haut
- 2010 : Un tueur si proche
- 2017 : Victor Lessard
- 2010 : David Goliath
- 2016 : Sexe et Mensonges
- 2010 : Toute la Vérité
- 2015 : La Théorie du K.O.
- 2009 : Musée Eden
- 2015 : Les Pêcheurs
- 2009 : Virginie
- 2013 : Les Cris du cœur
- 2007 : Les Boys
- 2013 : La Vie parfaite
- 2006 : Les Étoiles Filantes
- 2013 : La Galère
- 2004 : Les Bougon (Pépère)
- 2013 : Les Gars des vues
- 2003 : Les Bougon (Pépère)
- 2011 : Mayday
- 2003 : 3 fois Rien

Cinéma
- 2011 : Your favorite ennemies
- 1993 : Mon Ami Max Les Choses horribles. Mrs Parker
- 2010 : Dépossession Meurtre en Musique Reste avec moi. Squanto
- 2003 : My First Weeding Le 12 du 12 Chili avait les Blues Taking Lives
- 1994 : Les Jumelles Dionne
- 2002 : 2017 Rue, Darling Wolf and the Hunter
- 2002 : Catch me if you can Voice of a Lockheed room
- 2002 : Écart de conduite
- 2002 : Vanished
- 2002 : Humain Stain
- 2002 : Le Sorcier
- 2002 : Jack Carter/ Levity
- 2002 : Le Confessionnal
- 2001 : Abandon Esperanza
- 2001 : Cauchemar d'Amour
- 2001 : Are you affraid of the Dark (1)
- 2001 : Case of the white Chapel
- 2001 : Alys Roby
- 2001 : Largo Winch
- 1995 : Are you Affraid of the dark (2)
- 1995 : Lathe of He aven Lilies
- 1995 : Savage Messiah
- 1995 : Soucoupes volantes
- 1995 : Sum of all Fears
- 1995 : Tabou
- 1995 : Marked Man
- 1995 : Zoya
- 1999 : Bar Baloune
- 1996 : Le Siège de l'Âme
- 1996 : Gloria Bis
- 1996 : Les orphelins de Duplessis
- 1996 : La Vie après l'amour
- 1996 : L'incompris
- 1998 : Elvis Gratton 2
- 1998 : Mille Merveilles
- 1998 : Are You Affraid of the dark
- 1998 : Pouding Chômeur
- 1998 : Juliette Pormerleau
- 1997 : Un 32 août
- 1997 : Léa Sleep Room
- 1997 : Walking the Dead
- 1997 : Platium
- 1997 : Les Artistes
- 1997 : Lili rose
- 1997 : Promise her anything
- 1997 : Le Volcan tranquille
- 1997 : Soldiers of Fortune
- 1997 : Cœur au poing
- 1997 : Sleep room
- 1997 : Souvenirs intime